# Maréchal général des logis
Ne doit pas être confondu avec Maréchal de France ou Maréchal général des camps et armées du roi.
Le Maréchal général des logis est un officier supérieur des armées d'Ancien Régime (1591-1791). 
Il jouait alors à peu près le rôle actuel d'un chef d'état-major. L'état-major moderne remonte à Bonaparte. Auparavant, il y avait simplement quelques officiers et techniciens actionnés par le commandant d'armée. Ce corps des maréchaux généraux des logis est créé en 1591 par Henry IV à l'image de ce que Charles IX (1561-1574) avait déjà réalisé mais uniquement pour la cavalerie.
Cet officier est chargé d'organiser les concentrations de troupes, d'armements et de ravitaillement aux frontières, en cas de besoin.
À la fin des guerres de Religion, plus ou moins toutes les provinces ont été ravagées par les déprédations de la soldatesque. Et l'on ne peut espérer les contenir que par une organisation systématique du ravitaillement. De plus Henry IV de chef des clans protestants, est devenu récemment Roi de France (août 1589). Il doit organiser la défense de tout le pays et face à des grandes puissances (les Habsbourg et notamment Philippe II d'Espagne qui intervient directement dans la guerre civile, en 1591. La logistique pour utiliser un concept moderne prend alors une dimension nouvelle : on est vraiment sorti de la monarchie féodale. Dans ce cadre, le maréchal général des logis, comme le commissaire des guerres est un officier à la jonction du civil et du militaire, chargé d'encadrer l'armée, de faciliter le travail du général en chef.
Il travaillait en collaboration directe avec le général en chef d'une armée. Chargé de le renseigner par cartes et mémoires sur la topographie des lieux traversés par les armées, il devait programmer les déplacements des troupes, leurs campements, leur ravitaillement. Son rôle était purement organisationnel et défensif, il n'avait aucun rôle pendant les batailles sinon de conseil, d'information.
Toutefois, en pratique, les rôles n'étaient pas définis strictement, de sorte que les maréchaux généraux des logis travaillaient de concert ou en concurrence avec les autres officiers généraux (lieutenants généraux et maréchaux de camp), selon les choix exercés par les commandants d'armée. Or, au XVIIIe siècle il y avait abondance d'officiers généraux dans les armées royales (Puységur, L'Art de la guerre, I, p. 39).
Sous Louis XIV, la part très active prise par le roi dans la conception des opérations et même dans leur exécution, a privilégié le rôle des maréchaux généraux des logis, car ceux-ci, par leurs fonctions, concentraient les informations et rédigeaient des rapports qui dirigés vers le roi, lui permettaient de court-circuiter le commandement depuis la cour. Ainsi, à cette époque ils sont devenus des collaborateurs directs du roi plus que des commandants d'armée, ce qui a favorisé leurs carrières et inhibé le commandement sur le terrain.

## Quelques personnes qui ont occupé cette charge
- Thibault du Bois (1591)
- Pierre Fougeu d'Escures (1591). Plusieurs membres de cette famille se succèdent dans la fonction, ...
- Simon de Martinécourt (1595) fait Maréchal des Logis à la suite de la bataille de Fontaine-Française
- Jacques Fougeu d'Escures (entre 1632 et 1634)

La charge devient ensuite vénale, à partir de 1664.
- Jacques François de Chastenet de Puységur
- Jules Louis Bolé de Chamlay

Ces deux derniers, pour les raisons énoncées ci-dessus, ont atteint une certaine gloire et réalisé des brillantes carrières couronnées par le titre de Maréchal de France.
- Thomas Arthur de Lally-Tollendal
- Michel de Dreux-Brézé
- Charles Louis de Marbeuf
- Alexandre Masson de Pezay